# Blossom Dearie (альбом)
Blossom Dearie — студийный альбом американской певицы и пианистки Блоссом Дири, выпущенный в 1957 году на лейбле Verve Records. Помимо пары сессий для французского лейбла Barclay в 1955—1956 годах, этот альбом содержит первые записи Дири в качестве лидера.

## Отзывы критиков
| Оценки критиков                            | Оценки критиков |
| Источник                                   | Оценка          |
| ------------------------------------------ | --------------- |
| AllMusic                                   | [ 2 ]           |
| Encyclopedia of Popular Music              | [ 3 ]           |
| MusicHound Jazz: The Essential Album Guide | [ 4 ]           |
| The Penguin Guide to Jazz                  | [ 5 ]           |
| The Rolling Stone Jazz Record Guide        | [ 6 ]           |
| The Rolling Stone Jazz & Blues Album Guide | [ 7 ]           |

Скотт Яноу из AllMusic написал, что хотя её голос всегда был на любителя, его искренность и чувство свинга покоряют после нескольких песен, а игра Дири на фортепиано первоклассна. «Этот диск является идеальным знакомством слушателей с уникальным звучанием Дири», — резюмировал Яноу. Альбом имеет отметку Album Pick, которая присваивается наиболее репрезентативному во всём творчестве исполнителя. В журнале Billboard отметили туманный вокал Дири, а также, что она отлично справляется с мелодиями и предлагает пару знойных моментов с помощью французских текстов, однако, по их мнению, больших продаж ждать не стоит. Рецензент журнала Cash Box написал: «Мисс Дири — это новое имя в индустрии. Хрупкая и интимная атака исполнительницы убедительна и ярко сформулирована. Материал представляет собой достойное похвалы сочетание проверенных временем и менее известных произведений, а также новых». Музыкальный критик Уилл Фридуолд заявил, что когда был издан альбом, какое-то время казалось, что у каждого исполнителя в Нью-Йорке есть копия, и он заучил его наизусть, и что даже сегодня, когда он слышит, как молодая певица вроде Мариссы Малдер исполняет «They Say It’s Spring» или «Everything I’ve Got Belongs to You», он не сомневается, что она училась у Дири. Фридуолд добавил, что в течение многих лет он считал, что этот альбом был её лучшим (пока не пришёл к выводу, что это My Gentleman Friend).

## Список композиций
1. «’Deed I Do» (Уолтер Хирш, Фред Роуз) — 2:11
2. «Lover Man (Oh Where Can You Be?)» (Джимми Дэвис, Рам Рамирес, Джимми Шерман) — 2:45
3. «Ev’rything I’ve Got» (Ричард Роджерс, Лоренц Харт) — 2:27
4. «Comment allez-vous» (Мюррей Гранд) — 2:10
5. «More Than You Know» (Эдвард Элиску, Фред Роуз, Винсент Юманс) — 3:25
6. «Thou Swell» (Ричард Роджерс, Лоренц Харт) — 2:59
7. «It Might as Well Be Spring» (Ричард Роджерс, Оскар Хаммерстайн II) — 3:09
8. «Tout doucement» (Эмиль Жан Меркадье, Рене Альбер Клозье) — 2:21
9. «You for Me» (Боб Хеймс) — 2:13
10. «Now at Last» (Боб Хеймс) — 3:20
11. «I Hear Music» (Бертон Лейн, Фрэнк Лессер) — 2:05
12. «Wait Till You See Her» (Ричард Роджерс, Лоренц Харт) — 3:19
13. «I Won’t Dance» (Дороти Филдс, Оскар Хаммерстайн II, Отто Харбах, Джером Керн, Джимми Макхью) — 2:44
14. «A Fine Spring Morning» (Боб Хеймс) — 3:04

Бонус-треки переиздания 1989 года
1. «They Say It’s Spring» (Марти Кларк, Боб Хеймс) — 3:22
2. «Johnny One Note» (Ричард Роджерс, Лоренц Харт) — 2:10
3. «Blossom’s Blues» (Блоссом Дири) — 3:09

## Участники записи
- Бас — Рэй Браун
- Вокал, фортепиано — Блоссом Дири
- Гитара — Херб Эллис
- Ударные — Джо Джонс